# Josip Šipek
Josip Šipek (Osijek, 1936. − 12. listopada 2014.) bio je hrvatski učitelj, ribič, lovac, skladatelj i pjevač. Rodom je sa zagrebačke Trešnjevke.

## Životopis
Rodio se je u Osijeku u obitelji rodom iz Zagreba. Otac mu je bio glazbenik. Kad mu se otac zaposlio u splitskom HNK i ostatak obitelji preselio je u Split. U Splitu je Josip Šipek završio učiteljsku školu. 
Kao učitelj službovao je prvo u Gali, a potom u Otoku gdje je najviše radio. 
Kao učitelj zanimljivih hobija bio je poznat izvan Cetinske krajine. Kao ribič svaki je dan bio na Cetini, Rudi, Grabu ili kojoj drugoj rijeci ili potoku. Ribičkim znanjima naučio je brojne generacije. Na Cetini je 1959. godine pokraj Despotuše ulovio pastrvu rekordne težine od 16,17 kg. Zaslužan je za osnivanje ribičke sekcije Pastrva. O svom ribičkom radu i ribičkim aktivnostima sinjskog kraja upoznao je i šire hrvatsko čitateljstvo pišući 1960-ih za zagrebački Sportski tjednik.  
Josip Šipek se uz učenje, ribički i lovački život, bavio i glazbom. Svirao je klavir i harmoniku. Pisao je i skladao pjesme. 
Angažirao se u lokalnoj upravi u ondašnjoj Mjesnoj zajednici, ponajviše na komunalnoj infrastrukturi Otoka. 
Osim toga, pisao je o raznim temama: o Otoku, ribama, kralju žaba Mići, o životu uz Cetinu i hrvatskim braniteljima. 